# Удхам-Сінґх-Наґар (округ)
Удхам-Сінґх-Наґар (гінді उधमसिंहनगर जिला, англ. Udham Singh Nagar) — округ індійського штату Уттаракханд із центром у місті Рудрапур, розташований на вузькій низовинній смугі штату, в регіоні Тераї. Округ названий на ім'я борця за незалежність країни Удхама Сінґха. Найвідомішими містами округу є:
- Кашіпур
- Джаспур
- Баджпур
- Ґадарпур
- Рудрапур
- Пантнаґер
- Кічха
- Сітарґандж
- Кхатіма
- Шактіфарм

| Індія | Це незавершена стаття з географії Індії. Ви можете допомогти проєкту, виправивши або дописавши її. |

28°58′48″ пн. ш. 79°24′0″ сх. д. / 28.98000° пн. ш. 79.40000° сх. д.